# (17170) Vsevustinov
(17170) Vsevustinov est un astéroïde de la ceinture principale.

## Description
(17170) Vsevustinov est un astéroïde de la ceinture principale. Il fut découvert le 14 juillet 1999 à Socorro (Nouveau-Mexique) par le projet LINEAR. Il présente une orbite caractérisée par un demi-grand axe de 2,24 UA, une excentricité de 0,14 et une inclinaison de 7,0° par rapport à l'écliptique.

## Compléments